# Percy Hurd
Percy Angier Hurd (18 mai 1864 - 5 juin 1950)  est un journaliste britannique et un homme politique du Parti conservateur qui est député pendant près de trente ans. Il est le premier de quatre générations de Hurds à devenir députés conservateurs.

## Jeunesse
Percy Hurd est le fils aîné de l'avocat londonien William Hurd (1831–1913) et de son épouse Elizabeth Angier, (décédée en 1910). Il est rédacteur en chef de The Outlook, un magazine hebdomadaire publié à Londres de 1898 à 1928. Il est ensuite rédacteur en chef de la Gazette du Canada et rédacteur à Londres du Montreal Star et d'autres revues au Canada. Pendant la Première Guerre mondiale, il effectue diverses visites sur le front pour étudier et enregistrer le travail du contingent canadien. Il est également membre du comité exécutif du Fonds de secours agricole des alliés, et rend compte à deux reprises des besoins des agriculteurs des provinces de France d'où les Allemands avaient été repoussés .
Hurd est un fervent défenseur de l'Empire britannique et écrit plusieurs livres sur le sujet, dont un conjointement avec son frère Archibald Hurd, un critique naval qui est rédacteur en chef du Naval and Military Record de 1896 à 1899, puis journaliste au Daily Telegraph jusqu'en 1928.

## Carrière politique
Hurd est élu pour la première fois à la Chambre des communes aux élections générales de 1918 comme député conservateur de la coalition pour la circonscription de Frome dans le Somerset. Le siège était détenu par le Parti libéral pendant presque la totalité des cinquante dernières années, mais Hurd possédait le «coupon de coalition» donné aux partisans du gouvernement de coalition libéral-conservateur de David Lloyd George, combiné à une solide performance du Parti travailliste qui lui permet de remporter le siège, évinçant Sir John Barlow qui représentait Frome depuis 1896. Lors des élections générales de 1922, Hurd ne fait face qu'à un opposant travailliste et est réélu avec une modeste majorité de seulement 2,4% des voix. Cependant, aux élections générales de 1923, Frome est l'un des nombreux sièges remportés par le Parti travailliste .
Hurd ne se représente pas à Frome et, aux élections générales d'octobre 1924, il se présente à la place à Devizes dans le Wiltshire, une circonscription à tendance conservatrice qui a été gagnée par les libéraux en 1923. Hurd prend le siège avec une majorité de plus de 20% des voix et reste député de Devizes jusqu'à sa retraite du Parlement aux élections générales de 1945 .
Il est fait chevalier dans les honneurs d'anniversaire du roi de 1932, "pour les services politiques et publics".
Selon son petit-fils, Douglas Hurd, Percy «n'était pas très politique. Il avait l'habitude de faire le tour des villages du Wiltshire en racontant des histoires drôles. " .

## Famille
En 1893, Percy épouse Hannah (décédée en 1949), fille du révérend William Jackson Cox, de Dundee, Angus, Ecosse,, et ils ont quatre enfants: 
- Robert Philip Andrew Hurd (1905–1963), un architecte qui ne s'est pas marié et n'a pas d'enfants
- Anthony Hurd (1901-1966), agriculteur et journaliste agricole qui suit son père en politique et est député de Newbury de 1945 à 1964. Anthony est fait chevalier en 1959 et devient pair à vie en 1964
- Douglas William Hurd ( v. 1895–1916), capitaine du Middlesex Regiment tué pendant la Première Guerre mondiale[2]
- Angier Percy Hurd (1897–1918), lieutenant du Hertfordshire Regiment tué lors de l'offensive allemande du printemps pendant la Première Guerre mondiale[7]

Le fils aîné d'Anthony, Douglas (né en 1930), est député de 1974 à 1997 (pour Mid Oxfordshire puis Witney), devenant ministre de l'Intérieur puis ministre des Affaires étrangères et est nommé pair à vie en 1997. Le fils de Douglas, Nick (né en 1962) est député de Ruislip-Northwood de 2005 à 2019.

## Publications
- People you know; being portraits of some of the men and women of to-day, 1900
- Percy Angier Hurd et Archibald Hurd, The new empire partnership defence – commerce – policy, 1915 (lire en ligne)
- Percy Hurd, The fighting territorials, 1915 (lire en ligne)
- Robert Laird, Sir Borden, The war and the future, being a narrative compiled from speeches delivered at various periods of the war in Canada, the United States, and Great Britain, with an introductory letter to the compiler, Percy Hurd, 1917 (lire en ligne)
- Percy Hurd, Canada past, present and future., 1918 (lire en ligne)
- Percy Hurd, The Empire: a Family Affair, London, Philip Allan & Co, 1924